# José Roberto Marques
José Roberto Marques, más conocido como Zé Roberto (São Paulo, Brasil, 31 de mayo de 1945 - Serra Negra, Brasil, 7 de mayo de 2016) fue un futbolista brasileño, que jugaba como delantero y militó en diversos clubes de Brasil y Chile (único país donde jugó en el extranjero).

## Trayectoria
Jugó como atacante, más precisamente como delantero, pero también pudo jugar en el mediocampo, específicamente en el ala izquierda. Tenía un cuerpo delgado y se destacó por su experiencia técnica y su oportunismo, al que se le agregó la inclinación a dribbling. A menudo jugaba partidos y tenía una precisión significativa en el tiro al tiro. 

## Como jugador
Hijo del antiguo puntero derecho de los corintios Jerônimo Marques, Zé Roberto comenzó a jugar primero en el sector juvenil de Botafogo de Ribeirão Preto y más tarde en el del Sao Paulo, donde obtuvo el apoyo del técnico Vicente Feola. Luego de pasar dos años en el equipo juvenil, donde fue considerado el mejor elemento,  fue transferido al primer equipo en 1962. Después de jugar para el Guaraní (club donde estuvo entre 1967 y 1968), fue enviado a préstamo por un año al Athletico Paranaense, uniéndose al ex internacional Bellini, que el presidente Cabral y Silva había comprado para reforzar el equipo. En su primer año con el club de la camiseta roja-negra, marcó 24 goles en el campeonato estatal, convirtiéndose en el máximo goleador. Durante su tiempo en el Atlético, se ganó el favor de los fanáticos y tuvo un buen desempeño en términos de rendimiento. En 1969 el delantero dejó la  Furação , ya que la compañía no tenía dinero suficiente, para comprar definitivamente su pase, por lo que Zé Roberto regresó al Sao Paulo, con el que hizo su debut nacional en el Campeonato Brasileño, en su primera edición. Jugó por primera vez con el equipo el 14 de agosto de 1971, en un partido contra Santos en el Estadio Morumbi. Marcó su primer gol en la liga brasieleña, el 5 de septiembre de ese mismo año, en un partido contra América-MG en el Estadio Pacaembú. En 1971, el delantero fichó por el Coritiba, superando la competencia de los rivales del estado del Atlético. Con el equipo verde-blanco, Zé Roberto se convirtió en uno de los ídolos más grandes del club, ganando tres veces seguidas el Torneo Paranaense y en 1972, obtuvo el Bola de Prata como uno de los once mejores jugadores del campeonato brasileño. En esa temporada, de hecho, logró sus mejores resultados a nivel personal, marcando 16 goles en 24 partidos, alcanzando una sola longitud del título del máximo goleador del torneo, cuyo título de goleador, se la adjudicaron Dadá Maravilha y Pedro Rocha, ambos con 17 goles cada uno. En 1973 formó parte del plantel de Coritiba, que ganó el Torneo do Povo, y en el mismo año volvió a jugar para el Sao Paulo, con el que jugó el Campeonato Brasileño de ese año y el de 1974. Su último período en Coritiba fue muy corto, ya que en septiembre de 1974,  Zé Roberto se mudó al Corinthians, el club donde jugaba su padre, donde debutó marcando 3 goles.  Su nuevo equipo llegó a la final del torneo estatal de 1974, que fue ganado por Palmeiras, rival paulista del Corinthians. Cerró su carrera en 1979 en el O'Higgins de Chile (su único equipo en el extranjero), después de dos retornos, el primero en el Sao Paulo y el segundo en el Athletico Paranaense, respectivamente en 1976 y 1977 y de un breve paso por el Grêmio Maringá.

## Selección nacional
Participó con la selección nacional brasileña, en el Torneo de Fútbol de los Juegos Olímpicos de Tokio 1964, marcando un gol en tres partidos, contra su similar de Corea del Sur, aunque lamentablemente su equipo terminó siendo eliminado, en la fase de grupos. En un amistoso preparatorio, logró anotar 5 veces en una victoria sobre Argentina.

## Clubes
| Equipo               | País   | Año         |
| -------------------- | ------ | ----------- |
| Sao Paulo            | Brasil | 1962 - 1966 |
| Guarani              | Brasil | 1967 - 1968 |
| Athletico Paranaense | Brasil | 1968 - 1969 |
| Sao Paulo            | Brasil | 1969 - 1971 |
| Coritiba             | Brasil | 1971 - 1973 |
| Sao Paulo            | Brasil | 1973 - 1974 |
| Coritiba             | Brasil | 1974        |
| Corinthians          | Brasil | 1974 - 1975 |
| Sao Paulo            | Brasil | 1976        |
| Athletico Paranaense | Brasil | 1977 - 1978 |
| Grêmio Maringá       | Brasil | 1978        |
| O'Higgins            | Chile  | 1979        |

## Títulos

### Como jugador
| Título                | Club                 | País   | Año  |
| --------------------- | -------------------- | ------ | ---- |
| Campeonato Paulista   | Sao Paulo            | Brasil | 1969 |
| Campeonato Paulista   | Sao Paulo            | Brasil | 1970 |
| Campeonato Paranaense | Athletico Paranaense | Brasil | 1972 |
| Campeonato Gaúcho     | Athletico Paranaense | Brasil | 1973 |
| Campeonato Gaúcho     | Athletico Paranaense | Brasil | 1974 |

### Títulos internacionales
| Título              | Club              | Año  |
| ------------------- | ----------------- | ---- |
| Supercopa de Europa | Borussia Dortmund | 2023 |